# Le Petit Paradis (Verlaine)
Le Petit Paradis (deutsch „das kleine Paradies“) ist ein bandkeramischer Fundplatz bei Harduémont (Verlaine) im Haspengau (Provinz Lüttich) in Belgien. Er liegt auf dem Abhang eines kleinen Kalksteinplateaus, 300 m von der Yerne, einem Nebenfluss der Geer entfernt. In Thuin, wurde 1963 ein römisches Brandgräberfeld entdeckt, das auch den Namen Le Petit Paradis trägt.
Die Fundstelle wurde 1996 durch É. Vanderhoeft entdeckt. Ausgrabungen in Verlaine wurden zwischen 1997 und 2002 von Laurence Burnez-Lanotte im Rahmen eines Forschungsvorhabens zum Frühneolithikum Belgiens (UMR 7041, CNRS) durchgeführt.
Es wurden 7500 m² ausgegraben, die Siedlung erstreckte sich jedoch über mindestens 3 ha. Es wurden 140 Befunde ergraben, darunter sechs sichere und acht mögliche Hausgrundrisse.
Der Fundort gehört ausweislich der Keramik in die Endphase der Linearbandkeramik (IIc/IId nach Modderman). Nach den Untersuchungen der Herstellungstechnik durch Louise Gomart gehörten alle Töpfer derselben Gruppe an.
Le Petit Paradis ist besonders wegen der ungewöhnlich hohen Konzentration von Silex-Debitage interessant. Es wurde lokaler Kreidefeuerstein verarbeitet (silex à grain fin d’Hesbaye bzw. hellgrauer belgischer Silex). 22 Konzentrationen von Debitage wurden aufgedeckt. Eine Grube enthielt 24.800 Feuersteinartefakte, darunter 750 Klingenkerne. Die Analyse von 48.370 Artefakten und die Zusammenfügung zu 84 Kernsteinen (eine Refitting rate von 29,1 %) erlaubte eine genaue Untersuchung der Abbautechnik. Es wurde eine standardisierte Technik des Kernabbaus betrieben. Der Ort wird als eine Siedlung interpretiert, die auf die Produktion von Silexgeräten spezialisiert war.
In einem Umkreis von 10 km fanden sich 18 weitere LBK-Siedlungen. Die meisten liegen am Zusammenfluss der Yerne mit der Fontaine-du-Lavu und Seraing-le-Château.